# 3374 Namur
3374 Namur (1980 KO) là một tiểu hành tinh vành đai chính được phát hiện ngày 22 tháng 5 năm 1980 bởi H. Debehogne ở La Silla.